# WiMAX

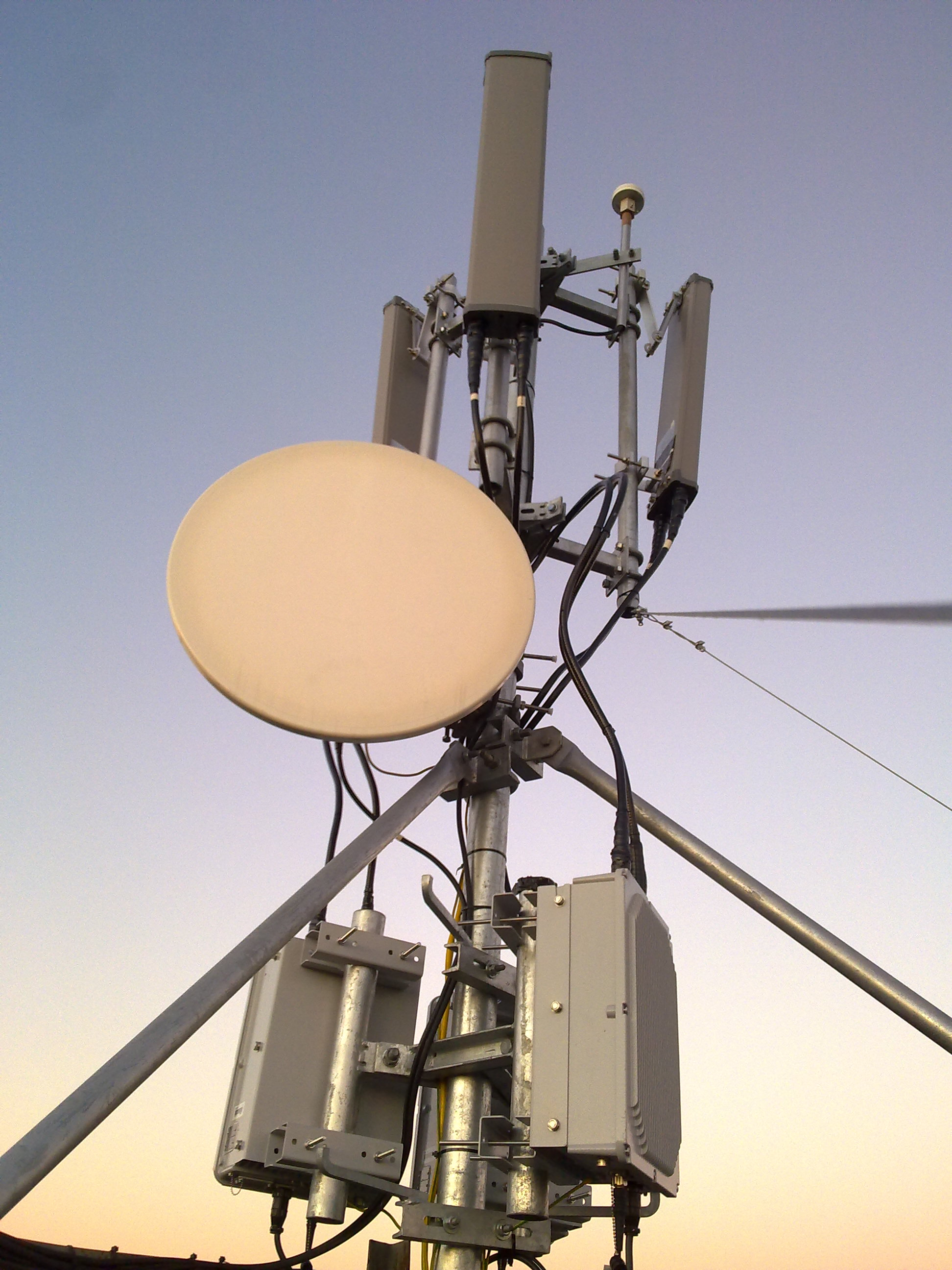
Aparell transmissor Wilmax.

El WiMAX ("Worldwide Interoperability for Microwave Access", en català "inter-operabilitat mundial per accés per microones") és una tecnologia que permet realitzar transmissions de dades sense fils.